# Lycaeides melissa
Lycaeides melissa är en fjärilsart som beskrevs av Edwards 1873. Lycaeides melissa ingår i släktet Lycaeides och familjen juvelvingar. Inga underarter finns listade i Catalogue of Life.

## Bildgalleri

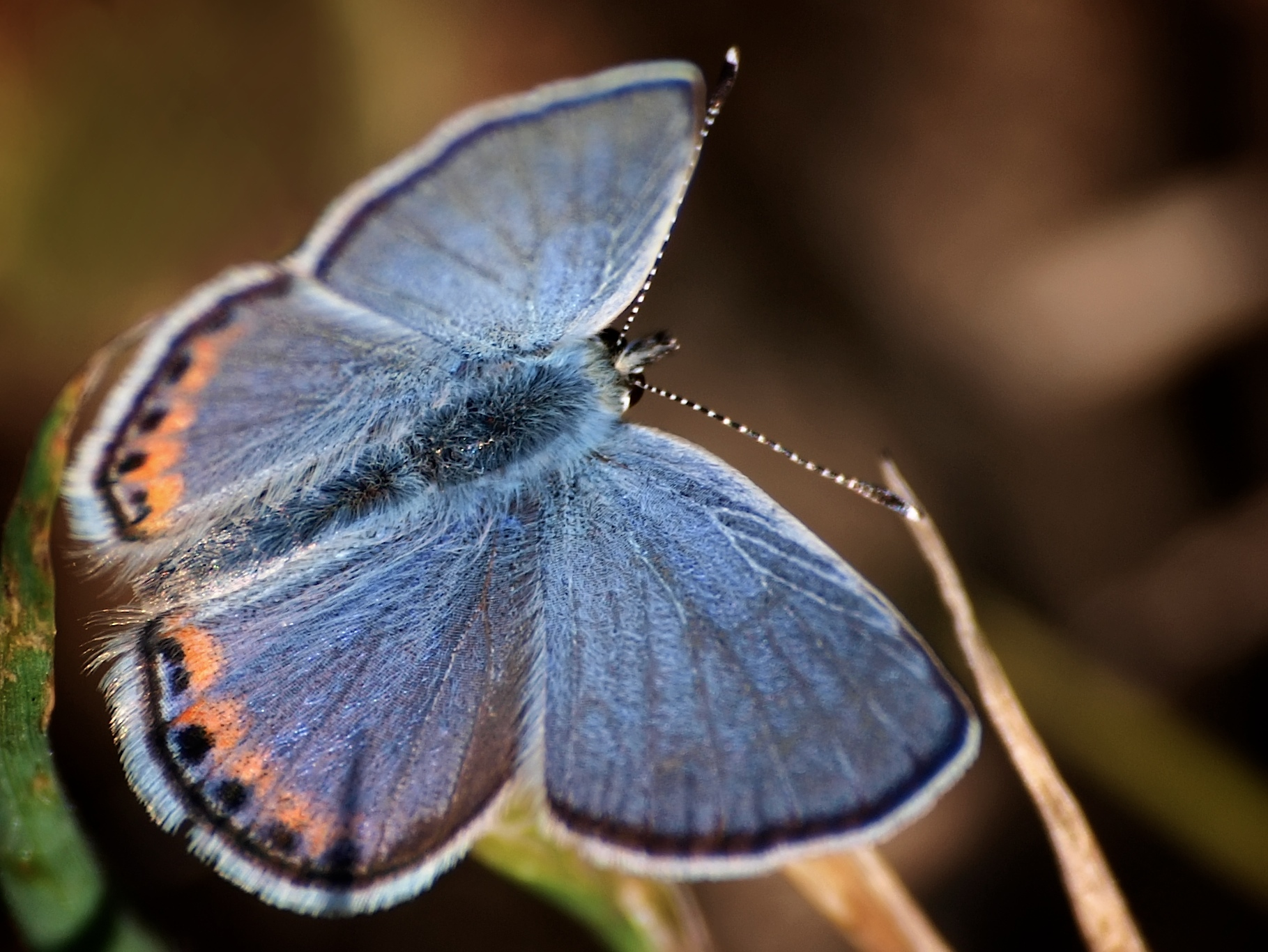
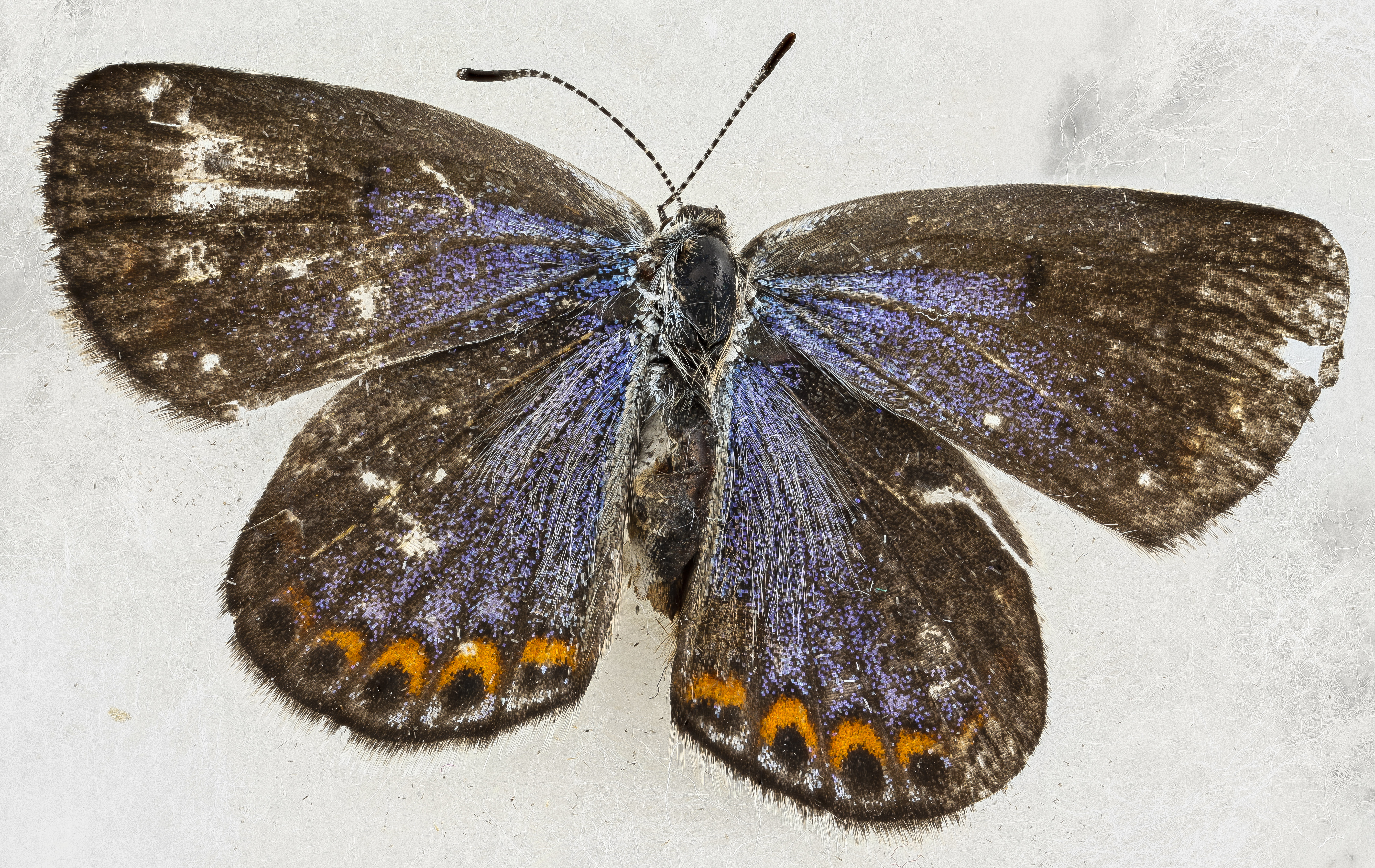
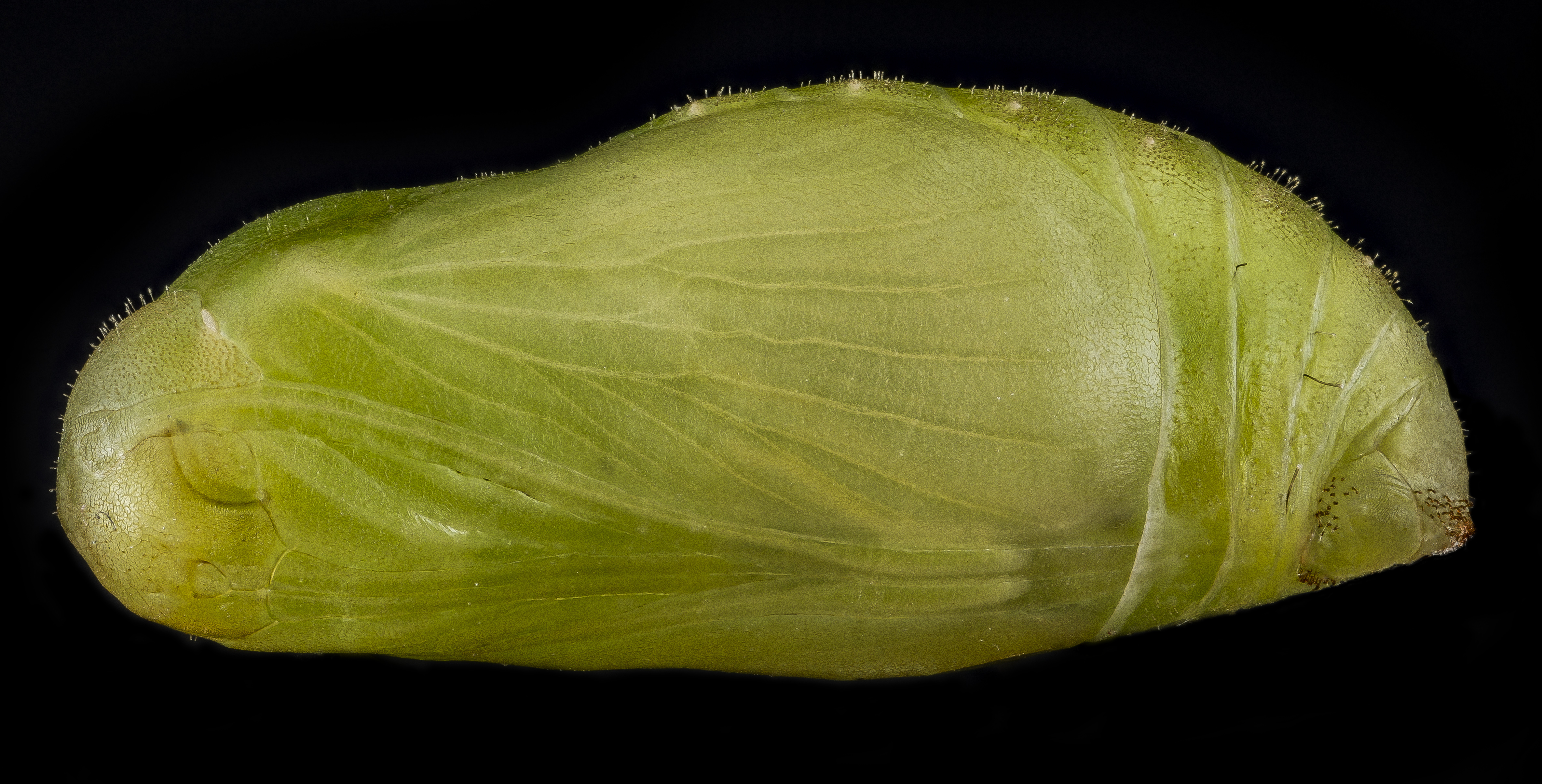
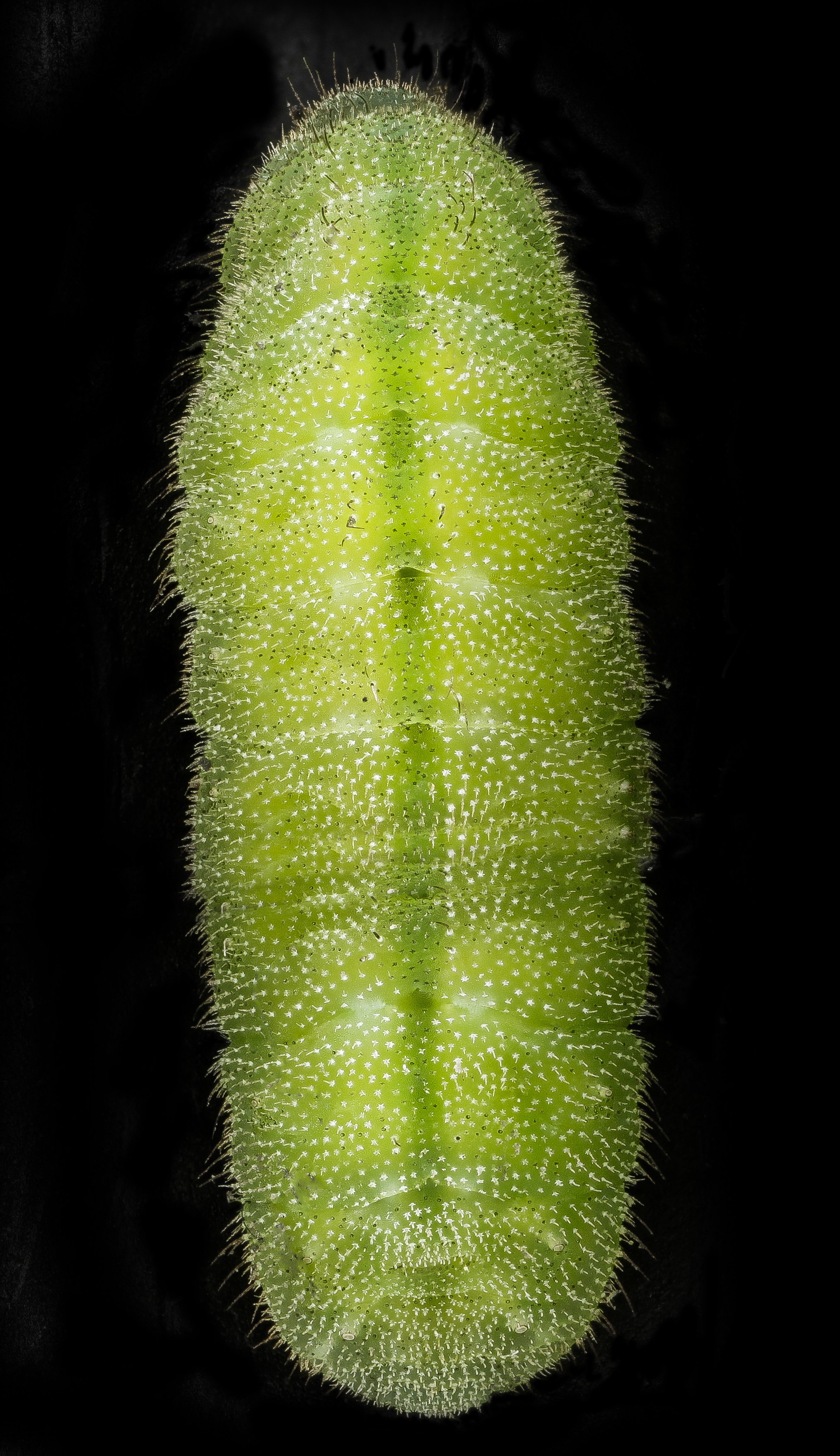
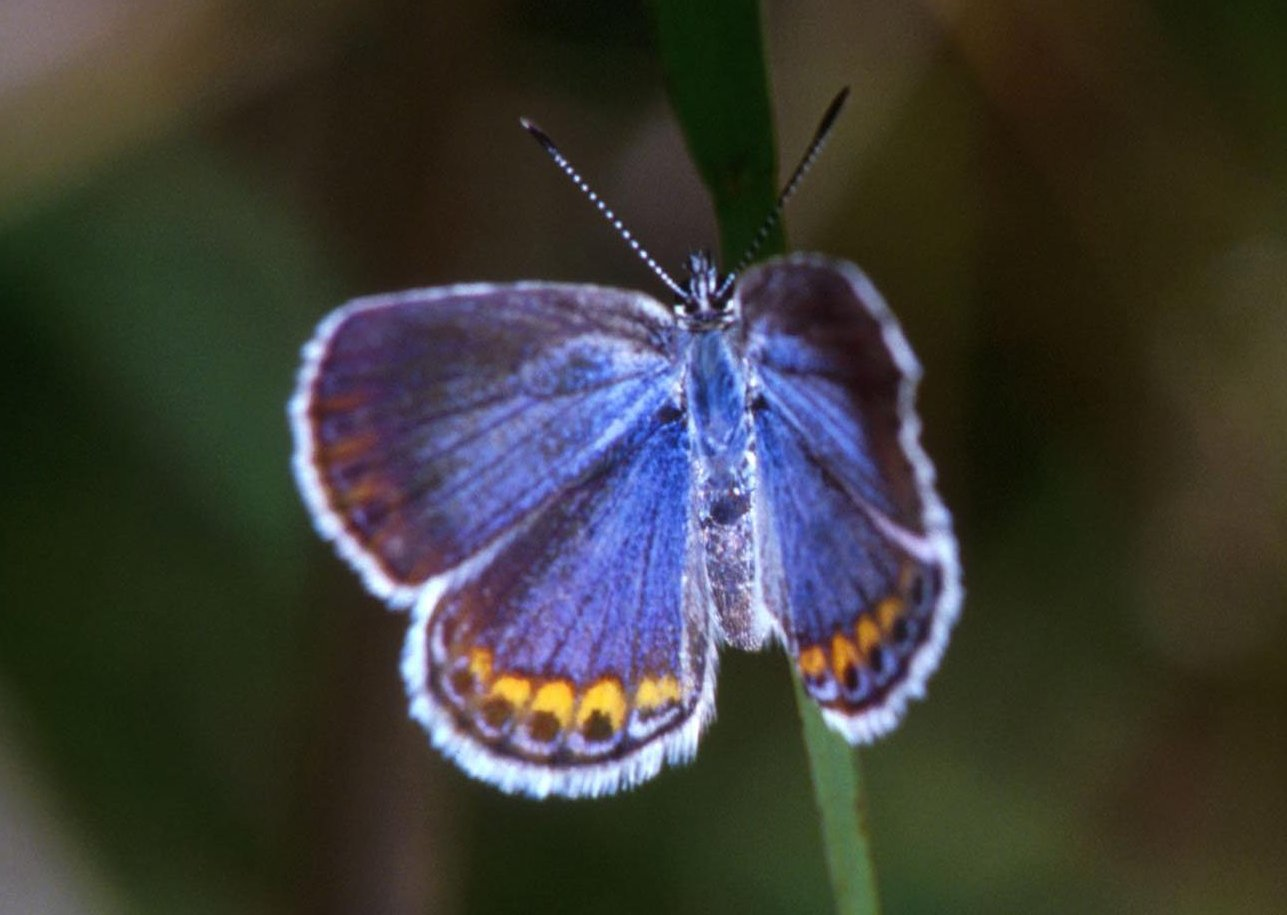